# Новоіванівка (Перекопський район)
Новоіва́нівка (до 1945 року — Джанила́р, крим. Cañılar) — село Перекопського району Автономної Республіки Крим.
Розташоване на сході району.
Відстань від райцентру до населеного пункту становить 23 кілометрів по прямій.

## Населення
За переписом населення 2001 року в селі мешкало 786 осіб.

### Мова
Розподіл населення за рідною мовою за даними перепису 2001 року:
| Мова              | Відсоток |
| ----------------- | -------- |
| російська         | 64,18 %  |
| українська        | 19,62 %  |
| кримськотатарська | 8,23 %   |
| караїмська        | 0,76 %   |
| білоруська        | 0,13 %   |